# Маевская, Мечислава Здиславовна
Мечислава (Майя) Здиславовна Маевская (25 декабря 1904, Варшава — 12 октября 1975, Киев) — советская кинорежиссёр.

## Биография
Родилась в 1904 году в Варшаве, Царство Польское, Российская империя. 
Отец — Здислав Константинович Маевский, преподаватель математики и физики в Варшавском политехническом институте, в реальных училищах, с 1917 года семья жила в Харькове.
В 1923—1924 годах училась на актерском факультете Харьковского музыкально-драматического института, в 1927 окончила операторский факультет Одесского государственного техникума кинематографии.
С 1927 года начала работу на Одесской кинофабрике ВУФКУ: монтажёр, асстистент режиссера, с 1930 года — режиссер.
С началом войны эвакуировалась в Ташкент, в 1941—1947 годах работала на Ташкентской киностудии, в 1947—1952 годах на киностудии «Союздетфильм».
С 1954 года — режиссёр Киевской киностудии им. А. Довженко.
Как режиссёр самостоятельно поставила только один фильм — «Военная тайна» (1958), а в основном работала совместно с мужем режиссёром Алексеем Маслюковым, их фильм «Педагогическая поэма» (1955) номинировался на «Золотую пальмовую ветвь» Каннского кинофестиваля, фильм «Партизанская искра» (1957) получил поощрительный диплом 1-го Всесоюзного кинофестиваля.
Умерла в 1975 году в Киеве.

## Фильмография
- 1930 — Их улица (ассистент режиссёра)
- 1930 — Чистка (ассистент режиссёра, фильм не сохранился)
- 1934 — Казнь (ассистент режиссёра, фильм не сохранился)
- 1936 — Карл Бруннер (ассистент режиссёра Алексея Маслюкова)
- 1937 — Дочь партизана (ассистент режиссёра Алексея Маслюкова)
- 1938 — Митька Лелюк (совм. с Алексеем Маслюковым)
- 1955 — Педагогическая поэма (совм. с Алексеем Маслюковым)
- 1957 — Партизанская искра (совм. с Алексеем Маслюковым)
- 1958 — Военная тайна
- 1961 — С днём рождения (совм. с Алексеем Маслюковым)